# Survation
Survation LTD és una empresa de sondejos d'opinió d'origen anglès, el seu eslògan és "Surveying the Nation" (enquestant la nació). Survation ha fet enquestes d'opinió des de 2007. Les enquestes s'han fet a través de telèfon panell en línia i cara a cara d'estudis de mercat per a una àmplia gamma de clients, inclosa la televisió, diaris, organitzacions de caritat, grups de pressió, sindicats, bufets d'advocats i partits polítics. Damian Lyons Lowe és el cap executiu de l'empresa. La companyia té les seves oficines centrals de la companyia a Goswell Road a Londres, Anglaterra. Survation va ser incorporat el 2 de febrer de 2010 com a Societat de responsabilitat limitada.